# 추영환
추영환(秋永煥, 1962년 2월 13일 ~ )은 대한민국의 제6대 울산광역시 중구의원이었다.

## 학력
- 울산과학대학교 사회체육학과 전문학사 졸업
- 영남대학교 행정학과 학사 졸업
- 울산대학교 정책대학원 사회복지석사과정 졸업

## 경력
- 현대자동차 노동조합 제2·6대 상무집행원
- 금속노조 현대자동차지부 대의원 역임
- 민주노총 대의원 역임
- 민주노동당 중구지부 부위원장 역임
- 명정천지킴이 시민모임 부위원장역임
- 명정천 고가도로 반대 비상대책위원회 위원장
- 희마아파트 자치위원장 역임
- 현대자동차 소재보전부 근무
- 2013.08 ~ 2014.06 제5대 울산광역시 중구의회 의원

## 역대 선거 결과
|  | 28.83% |

|  | 5.49% |